# Abbots Leigh
Abbots Leigh – wieś w Anglii, w hrabstwie ceremonialnym Somerset, w dystrykcie (unitary authority) North Somerset. Leży 6 km na zachód od centrum Bristol i 176 km na zachód od Londynu. W 2001 miejscowość liczyła 810 mieszkańców.